# Zamia muricata
Zamia muricata là một loài thực vật thuộc họ Zamiaceae. Loài này có ở Colombia và Venezuela. Chúng hiện đang bị đe dọa vì mất môi trường sống.